# Río Cuñumbuza
Der Río Cuñumbuza ist ein etwa 81 km langer rechter Nebenfluss des Río Huallaga in den Provinzen Mariscal Cáceres und Bellavista in der Region San Martín im zentralen Norden Perus.

## Flusslauf
Der Río Cuñumbuza entspringt in einem Höhenkamm östlich des Río Huallaga auf einer Höhe von etwa 1000 m. Das Quellgebiet befindet sich an der Grenze der beiden Distrikte Campanilla und Alto Biavo. Der Río Cuñumbuza fließt in überwiegend nördlicher Richtung. Er bildet auf fast seiner gesamten Länge die Grenze zwischen den Distrikten Pajarillo im Westen und Huallaga im Osten. Entlang dem Flusslauf liegen die Orte Cuñumbuza, Aucaraca, Playa Hermosa und Gran Bretaña. Etwa 10 km oberhalb der Mündung erreicht der Río Cuñumbuza das breite Flusstal des Río Huallaga. Südlich von Ledoy trifft der Río Cuñumbuza auf den Río Brazo del Río Huallaga, ein kleiner Nebenarm des Rio Huallaga, der 6 km flussabwärts in den Hauptfluss des Río Huallaga mündet.

## Einzugsgebiet
Das Einzugsgebiet des Río Cuñumbuza umfasst eine Fläche von ungefähr 450 km². Im Mittel- und Unterlauf wird es von einem Höhenkamm östlich begrenzt. Das Gebiet besteht hauptsächlich aus Hügelland durchzogen von vielen landwirtschaftlichen Nutzflächen. Das Einzugsgebiet des Río Cuñumbuza grenzt im Westen an das mehrerer kleiner Nebenflüsse des Río Huallaga, im Südwesten an das des Río Challuayacu, im Süden an das des Río Piquiyacu sowie im Osten an das des unteren Río Biavo.